# Rafał Arnáiz Barón
Rafał Arnáiz Barón, właśc. Rafael Arnáiz Barón (ur. 9 kwietnia 1911 w Burgos w Kastylii, zm. 26 kwietnia 1938) – hiszpański trapista, oblat Zakonu Cystersów Ścisłej Obserwancji (OCSO), święty Kościoła katolickiego.

Urodził się w bardzo religijnej arystokratycznej rodzinie, grandów Hiszpanii. Przeniósł się do Madrytu, gdzie rozpoczął naukę w Wyższej Szkole Architektury. W 1934 roku wstąpił do zgromadzenia trapistów San Isidro de Dueñas (Palencia), jednak wskutek cukrzycy musiał trzykrotnie je opuścić. Przed śmiercią powiedział ostatnie słowa: 

zabierz mnie ode mnie samego i daj siebie światu.

Zmarł w wieku 27 lat w opinii świętości.
Został beatyfikowany przez Jana Pawła II 27 września 1992, a kanonizowany przez Benedykta XVI 11 października 2009.